# Бронсон (Флорида)
Бронсон (англ. Bronson) — муниципалитет, расположенный в округе Ливи (штат Флорида, США) с населением в 964 человека по статистическим данным переписи 2000 года. Является административным центром округа Ливи.

## География
По данным Бюро переписи населения США муниципалитет Бронсон имеет общую площадь в 10,36 квадратных километров, из которых 10,1 кв. километров занимает земля и 0,26 кв. километров — вода. Площадь водных ресурсов округа составляет 2,51 % от всей его площади.
Муниципалитет Бронсон расположен на высоте 18 м над уровнем моря.

## Демография
По данным переписи населения 2000 года в Бронсонe проживало 964 человека, 256 семей, насчитывалось 370 домашних хозяйств и 431 жилой дом. Средняя плотность населения составляла около 93,05 человека на один квадратный километр. Расовый состав населённого пункта распределился следующим образом: 66,39 % белых, 29,15 % — чёрных или афроамериканцев, 1,45 % — коренных американцев, 0,10 % — азиатов, 0,83 % — представителей смешанных рас, 2,07 % — других народностей. Испаноговорящие составили 8,09 % от всех жителей.
Из 370 домашних хозяйств в 34,9 % воспитывали детей в возрасте до 18 лет, 42,7 % представляли собой совместно проживающие супружеские пары, в 22,4 % семей женщины проживали без мужей, 30,8 % не имели семей. 25,7 % от общего числа семей на момент переписи жили самостоятельно, при этом 11,4 % составили одинокие пожилые люди в возрасте 65 лет и старше. Средний размер домашнего хозяйства составил 2,61 человек, а средний размер семьи — 3,16 человек.
Население муниципалитета по возрастному диапазону по данным переписи 2000 года распределилось следующим образом: 29,1 % — жители младше 18 лет, 12,0 % — между 18 и 24 годами, 24,3 % — от 25 до 44 лет, 22,6 % — от 45 до 64 лет и 11,9 % — в возрасте 65 лет и старше. Средний возраст жителей составил 32 года. На каждые 100 женщин в Бронсонe приходилось 81,9 мужчин, при этом на каждые сто женщин 18 лет и старше приходилось 76,5 мужчин также старше 18 лет.
Средний доход на одно домашнее хозяйство составил 26 944 доллара США, а средний доход на одну семью — 28 462 доллара. При этом мужчины имели средний доход в 27 969 долларов США в год против 20 385 долларов среднегодового дохода у женщин. Доход на душу населения составил 26 944 доллара в год. 21,9 % от всего числа семей в населённом пункте и 27,2 % от всей численности населения находилось на момент переписи населения за чертой бедности, при этом 36,5 % из них были моложе 18 лет и 21,4 % — в возрасте 65 лет и старше.

## Образование
Школьный совет округа Ливи управляет государственными школами. В Бронсоне есть две государственные школы: средняя / старшая школа Бронсона и начальная школа Бронсона. Школьный совет округа Ливи контролирует их работу, а также контролирует две частные школы: среднюю школу Nature Coast и Whispering Winds. Другие школы, находящиеся в ведении совета, находятся в городах Чифленд, Уиллистон, Сидар-Ки и Янкитаун.

### Библиотека
Округ Ливи предоставляет Бронсону местный филиал библиотеки. Публичная библиотека Бронсона была построена основателем Фонда Фелберна; Дж. Фил Фелберн.